# Renifer Świętego Mikołaja
Renifer Świętego Mikołaja (ang. Prancer) – amerykański film familijny z 1989 roku w reżyserii Johna Hancocka.

## Opis fabuły
Jessica (Rebecca Harrell) wciąż wierzy w Świętego Mikołaja. Kiedy więc znajduje w lesie rannego renifera, jest przekonana, że należy on do jego zaprzęgu. Postanawia się nim zaopiekować. Chce pomóc mu w powrocie do domu. Tymczasem obecność zwierzęcia wykrywa ojciec dziewczynki. Zubożały rolnik ma względem renifera zupełnie inne plany.

## Obsada
- Rebecca Harrell jako Jessica Riggs
- Sam Elliott jako John Riggs
- Abe Vigoda jako stary weterynarz
- John Duda jako Steve